# Kamal

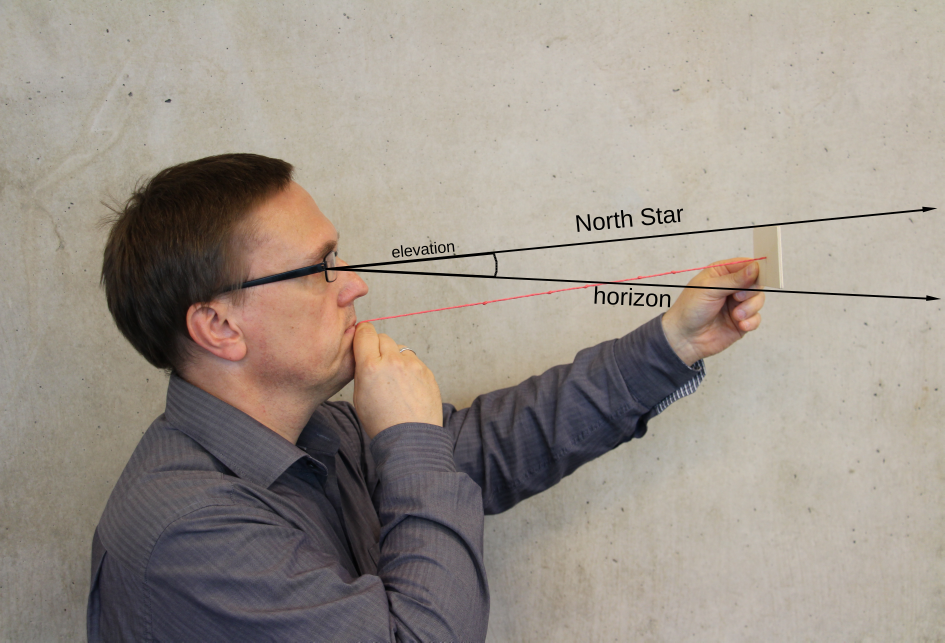
Zasada pomiaru kamalem

Kamal – przyrząd używany w nawigacji do określania szerokości geograficznej, poprzez określenie wysokości Gwiazdy Polarnej nad horyzontem. Stosowany był głównie w świecie arabskim. 
Składa się z małej deseczki z otworem, przez który przewleczony jest sznurek z węzłami. Jeden koniec sznurka trzyma się w zębach, drugi naciąga ręką mniej więcej w poziomie. Następnie przesuwa się deseczkę tak, aby dolna krawędź pokryła się z horyzontem, a górna z ciałem niebieskim (najczęściej Gwiazdą Polarną). Pozycja deseczki pozwala odczytać wysokość gwiazdy nad horyzontem, co umożliwia określenie szerokości geograficznej.